# کماندو فوق بشری
کماندو فوق بشری (به انگلیسی: Bionic Commando) یک بازی ویدئویی در سبک اکشن و سکوبازی است که یکی از قسمت‌های مجموعه بازی‌های کماندو فوق بشری به شمار می‌رود. این بازی محصول شرکت ژاپنی کپ‌کام بوده و در سال ۲۰۰۹ برای پلی‌استیشن ۳، ایکس‌باکس ۳۶۰ و مایکروسافت ویندوز انتشار یافته است.